# Chernetinae
Sous-famille
Les Chernetinae sont une sous-famille de pseudoscorpions de la famille des Chernetidae.

## Distribution
Les espèces de cette sous-famille se rencontrent en Amérique, en Océanie, en Asie, en Afrique et en Europe.

## Liste des genres
Selon Pseudoscorpions of the World (version 3.0) :
- Chernetini Menge, 1855
  - Acanthicochernes Beier, 1964
  - Acuminochernes Hoff, 1949
  - Adelphochernes Beier, 1937
  - Americhernes Muchmore, 1976
  - Anaperochernes Beier, 1964
  - Antillochernes Muchmore, 1984
  - Apatochernes Beier, 1948
  - Asterochernes Beier, 1955
  - Atherochernes Beier, 1954
  - Austrochernes Beier, 1932
  - Barbaraella Harvey, 1995
  - Bituberochernes Muchmore, 1974
  - Byrsochernes Beier, 1959
  - Cacoxylus Beier, 1965
  - Caffrowithius Beier, 1932
  - Calidiochernes Beier, 1954
  - Caribochernes Beier, 1976
  - Ceratochernes Mahnert, 1994
  - Ceriochernes Beier, 1937
  - Chelanops Gervais, 1849
  - Chelodamus R. Chamberlin, 1925
  - Chernes Menge, 1855
  - Chiridiochernes Muchmore, 1972
  - Chrysochernes Hoff, 1956
  - Cocinachernes Hentschel & Muchmore, 1989
  - Coprochernes Beier, 1976
  - Cordylochernes Beier, 1932
  - Corosoma Karsch, 1879
  - Corticochernes Tooren, 2008
  - Cyclochernes Beier, 1970
  - Dasychernes Chamberlin, 1929
  - Dendrochernes Beier, 1932
  - Dinocheirus Chamberlin, 1929
  - Dinochernes Beier, 1933
  - Diplothrixochernes Beier, 1962
  - Epactiochernes Muchmore, 1974
  - Epichernes Muchmore, 1982
  - Eumecochernes Beier, 1932
  - Gelachernes Beier, 1940
  - Gigantochernes Beier, 1932
  - Gomphochernes Beier, 1932
  - Haplochernes Beier, 1932
  - Hebridochernes Beier, 1940
  - Hesperochernes Chamberlin, 1924
  - Heterochernes Beier, 1966
  - Hexachernes Beier, 1953
  - Illinichernes Hoff, 1949
  - Incachernes Beier, 1933
  - Indochernes Murthy & Ananthakrishnan, 1977
  - Interchernes Muchmore, 1980
  - Lustrochernes Beier, 1932
  - Macrochernes Hoff, 1946
  - Maorichernes Beier, 1932
  - Maxchernes Feio, 1960
  - Meiochernes Beier, 1957
  - Mesochernes Beier, 1932
  - Metagoniochernes Vachon, 1939
  - Mexachernes Hoff, 1947
  - Mirochernes Beier, 1930
  - Mucrochernes Muchmore, 1973
  - Neoallochernes Hoff, 1947
  - Neochelanops Beier, 1964
  - Neochernes Beier, 1932
  - Nesidiochernes Beier, 1957
  - Nesiotochernes Beier, 1976
  - Nesochernes Beier, 1932
  - Ochrochernes Beier, 1932
  - Odontochernes Beier, 1932
  - Opsochernes Beier, 1966
  - Orochernes Beier, 1968
  - Pachychernes Beier, 1932
  - Paracanthicochernes Beier, 1966
  - Parachernes Chamberlin, 1931
  - Parapilanus Beier, 1973
  - Paraustrochernes Beier, 1966
  - Parazaona Beier, 1932
  - Petterchernes Heurtault, 1986
  - Phaulochernes Beier, 1976
  - Phymatochernes Mahnert, 1979
  - Pilanus Beier, 1930
  - Pseudopilanus Beier, 1957
  - Reischekia Beier, 1948
  - Rhinochernes Beier, 1955
  - Rhopalochernes Beier, 1932
  - Satrapanus Harvey & Volschenk, 2007
  - Semeiochernes Beier, 1932
  - Smeringochernes Beier, 1957
  - Spelaeochernes Mahnert, 2001
  - Sphenochernes Turk, 1953
  - Sundochernes Beier, 1932
  - Sundowithius Beier, 1932
  - Systellochernes Beier, 1964
  - Teratochernes Beier, 1957
  - Thalassochernes Beier, 1940
  - Thapsinochernes Beier, 1957
  - Tuberochernes Muchmore, 1997
  - Tychochernes Hoff, 1956
  - Verrucachernes Chamberlin, 1947
  - Wyochernes Hoff, 1949
  - Zaona Chamberlin, 1925
  - † Oligochernes Beier, 1937
- Myrmochernetini Chamberlin, 1931
  - Marachernes Harvey, 1992
  - Myrmochernes Tullgren, 1907
  - Xenochernes Feio, 1945
- tribu indéterminée
  - Attaleachernes Mahnert, 2009
  - Selachochernes Mahnert, 2011

## Publication originale
- Menge, 1855 : Über die Scheerenspinnen, Chernetidae. Neueste Schriften der Naturforschenden Gesellschaft, vol. 5, no 2, p. 1-43 (de).